# 7 هـ
7 هـ هي سنة في التقويم الهجري امتدت مقابلةً في التقويم الميلادي بين سنتي 628 و629.

## أحداث
- غزوة خيبر
- حصار وادي القرى
- زواج النبي محمد من صفية بنت حيي
- حادثة أكل النبي محمد من الشاة المسمومة
- سرية عمر بن الخطاب إلى هوازن
- سرية أبي بكر إلى بني كلاب
- سرية بشير بن سعد إلى فدك
- سرية غالب بن عبد الله إلى بني عوال وبني عبد بن ثعلبة بالميفعة
- سرية بشير بن سعد إلى يمن وجبار
- قدوم جعفر بن أبي طالب من الحبشة
- غزوة عمرة القضاء
- سرية ابن أبي العوجاء السلمي
- زواج النبي محمد من أم حبيبة بنت أبي سفيان
- زواج النبي محمد من ميمونة بنت الحارث
- إسلام عمرو بن العاص وخالد بن الوليد

## مواليد
- سهلة بنت عاصم

## وفيات
- سلام بن أبي الحقيق
- أعشى قيس
- بشر بن البراء
- ثويبة
- مرحب بن أبي زينب